# Wasserwerke Westfalen
Die Wasserwerke Westfalen GmbH ist ein Wasserversorger im östlichen Ruhrgebiet, der jeweils zur Hälfte der Gelsenwasser AG und der DEW21 gehört. Der offizielle Sitz der Gesellschaft ist Dortmund, operativ ist das Unternehmen jedoch von Schwerte aus tätig. Seit der Gründung 2001 sind die Wasserwerke Westfalen Vorlieferant für die beiden Muttergesellschaften, die insgesamt ca. 1,5 Mio. Menschen im südlichen Münsterland, im mittleren und östlichen Ruhrgebiet sowie im nördlichen Sauerland direkt oder indirekt über andere Stadtwerke mit Wasser versorgen. Im Jahr 2016 betrug die Mitarbeiterzahl 135 bei einer Trinkwasserabgabe von 101 Millionen Kubikmeter. Ferner erzeugt das Unternehmen Elektrizität.

## Trinkwassergewinnung
Das Unternehmen gewinnt in sechs Wasserwerken Trinkwasser aus der Ruhr:
- Wasserwerk Echthausen
- Wasserwerk Halingen
- Wasserwerk Hengsen
- Wasserwerk Villigst
- Wasserwerk Westhofen
- Wasserwerk Witten

## Energiegewinnung
Ferner engagiert sich das Unternehmen auch in der Energiegewinnung. Die fünf Laufwasserkraftwerke erzeugten 2016 ca. 22,5 Millionen Kilowattstunden elektrischer Energie.
- Wasserkraftwerk Westhofen (1922)
- Wasserkraftwerk Hengsen (1937)
- Wasserkraftwerk Echthausen (1942)
- Wasserkraftwerk Villigst (1961)
- Wasserkraftwerk Fröndenberg (1914, 2008)